# Alberto Machaze
Alberto Machaze (ur. 30 listopada 1964) – mozambicki bokser.
Reprezentował swój kraj w boksie na Letnich Igrzyskach Olimpijskich 1988, zajmując 9. miejsce.